# Comuna Gârliciu, Constanța
Gârliciu este o comună în județul Constanța, Dobrogea, România, formată numai din satul de reședință cu același nume.

## Demografie
Componența etnică a comunei Gârliciu
     Români (90,62%)
     Alte etnii (0,36%)
     Necunoscută (9,01%)
Componența confesională a comunei Gârliciu
     Ortodocși (88,81%)
     Alte religii (2,11%)
     Necunoscută (9,08%)
Conform recensământului efectuat în 2021, populația comunei Gârliciu se ridică la 1.376 de locuitori, în scădere față de recensământul anterior din 2011, când fuseseră înregistrați 1.619 locuitori. Majoritatea locuitorilor sunt români (90,62%), iar pentru 9,01% nu se cunoaște apartenența etnică. Din punct de vedere confesional, majoritatea locuitorilor sunt ortodocși (88,81%), iar pentru 9,08% nu se cunoaște apartenența confesională.

## Politică și administrație
Comuna Gârliciu este administrată de un primar și un consiliu local compus din 9 consilieri. Primarul, Anica Tufă[*], de la Partidul Național Liberal, este în funcție din octombrie 2020. Începând cu alegerile locale din 2024, consiliul local are următoarea componență pe partide politice:
|  | Partid                    | Consilieri | Componența Consiliului | Componența Consiliului | Componența Consiliului | Componența Consiliului | Componența Consiliului | Componența Consiliului |
|  | ------------------------- | ---------- | ---------------------- | ---------------------- | ---------------------- | ---------------------- | ---------------------- | ---------------------- |
|  | Partidul Național Liberal | 6          |                        |                        |                        |                        |                        |                        |
|  | Partidul Social Democrat  | 3          |                        |                        |                        |                        |                        |                        |